# Herbert Wimbauer
Herbert Wimbauer (* 22. April 1944 in Bayrischzell; † 26. Juni 2012 in Bad Bevensen) war ein deutscher Anthroposoph, der zahlreiche anthroposophische Schriften veröffentlichte.

## Leben
Von 1950 bis 1955 besuchte er die Volksschule in Pullach, ab 1955 die Ludwigs-Oberrealschule in München. Die Jahre 1958–1964 verbrachte er im Internat Landschulheim Schloss Ising am Chiemsee. Er verließ die Schule vor dem Abitur und begann eine Gärtnerlehre, die er aber auch nicht zu Ende führte.
Sein Sohn Tobias Wimbauer ist Publizist und Antiquar; er wurde mit Veröffentlichungen zum Werk Ernst Jüngers bekannt.

## Veröffentlichungen (Auswahl)
- Die Individualität Rudolf Steiners, das offenbare Geheimnis der Anthroposophie, 1979
- Thematischer Leitfaden für das Studium der Anthroposophie, 5 Bände, 1980–1981
- Gedanken um das Rosenkreuz, 1983
- Über die Meister des Westens und die spirituelle Ökonomie, 1984
- Der Kelch der Ketzer im Herbst des Mittelalters, 1988
- Der Fall Prokofieff, 1995